# Xanthopimpla ogovensis
Xanthopimpla ogovensis är en stekelart som först beskrevs av Dalla Torre 1901.  Xanthopimpla ogovensis ingår i släktet Xanthopimpla och familjen brokparasitsteklar. Inga underarter finns listade i Catalogue of Life.